# Larinopoda hermansi
Larinopoda hermansi is een vlinder uit de familie van de Lycaenidae. De wetenschappelijke naam van de soort is voor het eerst geldig gepubliceerd in 1896 door Aurivillius.